# Perahu Dipo
Perahu Dipo is een bestuurslaag in het regentschap Pagar Alam van de provincie Zuid-Sumatra, Indonesië. Perahu Dipo telt 2502 inwoners (volkstelling 2010).